# Alexandr Stoianoglo
Alexandr Stoianoglo (ur. 3 czerwca 1967 w Komracie) – mołdawski polityk i prawnik pochodzenia gagauskiego, deputowany, prokurator generalny (2019–2023), kandydat w wyborach prezydenckich w 2024. Posiada również obywatelstwo rumuńskie.

## Życiorys
W 1992 ukończył studia na wydziale prawa Państwowego Uniwersytetu Mołdawskiego. Od tegoż roku związany z mołdawską prokuraturą. Przez kilka lat był prokuratorem w Gagauzji, a w latach 2001–2007 pełnił funkcję zastępcy prokuratora generalnego. Podjął następnie praktykę w zawodzie adwokata. Związał się z Demokratyczną Partią Mołdawii. Z jej ramienia w wyborach z lipca 2009 uzyskał mandat deputowanego do Parlamentu Republiki Mołdawii. Z powodzeniem ubiegał się o poselską reelekcję w 2010, zasiadając w parlamencie do 2014.
W listopadzie 2019 objął urząd prokuratora generalnego. W październiku 2021 został zatrzymany, a następnie osadzony w areszcie domowym, a także zawieszony w pełnieniu obowiązków. Zarzucono mu m.in. nadużycie władzy, korupcję i składanie fałszywych oświadczeń; Alexandr Stoianoglo nie przyznał się do tych czynów. We wrześniu 2023 prezydent Maia Sandu odwołała go ze stanowiska prokuratora generalnego. W tym samym roku Europejski Trybunał Praw Człowieka uznał, że brak umożliwienia kontroli zawieszenia naruszył prawo do sprawiedliwego procesu, zasądzając na jego rzecz 3600 euro zadośćuczynienia. W lutym 2024 sąd pierwszej instancji uniewinnił go od zarzutu nadużycia władzy.
W tym samym roku wystartował w wyborach prezydenckich z poparciem Partii Socjalistów Republiki Mołdawii. W pierwszej turze otrzymał blisko 26% głosów, przechodząc do drugiej tury wraz z ubiegającą się o reelekcję Maią Sandu. W drugiej turze otrzymał niespełna 45% głosów, przegrywając ze swoją konkurentką.